# Rundvlees

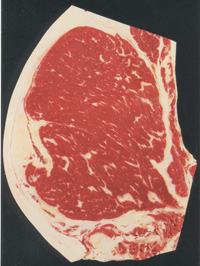
Rundvlees

Rundvlees, in België ook wel rundsvlees genoemd, is de verzamelnaam van vlees van de koe, de stier of de os (gecastreerde stier). Ook kalfsvlees is rundvlees, hoewel het door de aparte kwaliteit in een andere culinaire categorie valt. Het is een over het algemeen sappige en rode vleessoort. Bereidingswijze varieert van rauw hakken, bakken, koken en grilleren tot stoven, afhankelijk van welk deel van het rund het vlees wordt bereid en de leeftijd en mestwijze van het rund.

## Rundvlees en religie
In bepaalde religies is specifiek het eten van rundvlees verboden. Zo is het, meer bepaald, voor hindoes verboden, omdat koeien voor hindoes heilig zijn. Voor joden en moslims zijn er strenge voorwaarden om bepaald vlees koosjer of halal te verklaren. Zo is het bloed uit het vlees op bepaalde wijze verwijderd.

## Rundvlees in Nederland
In Nederland is rundvlees van jonge volwassen koeien, over het algemeen van roodbontvee. Het vlees van oude melkkoeien en stieren is meestal erg taai en wordt vaak getypeerd als worstvlees. Toch vindt zo nu en dan een dergelijk oud stuk vlees zijn weg naar de goedkopere supermarktschappen.

## Rundvlees in België
Belgisch Witblauw is het bekendste Belgische ras en dankt zijn naam aan de egaal witte kleur met blauwschijnende vlekken. Het vlees is zeer mager, bevat slechts 2% vet en is ook zeer mals met fijne spiervezels. Het ras geeft een zeer hoog slachtrendement. 
Het rood ras in West-Vlaanderen wordt al vanaf 1770 gefokt en groeide uit tot een West-Vlaams streekproduct. Het vlees wordt alom geprezen om zijn verfijnde smaak. 
Het witrood ras in Oost-Vlaanderen is een veelzijdig ras met een rijke geschiedenis. Het vlees is mager en vol van smaak. 
Het roodbonte ras uit de Kempen geeft mals, dieprood vlees en is vol van smaak. 

## Internationale rassen
Aberdeen Angus - Aubrac - Camargue - Hereford - Maas/Rijn/Ijssel - Salers - Simmentaler - Charolais - Limousin - Blonde d'Aquitaine - Wagyu ...

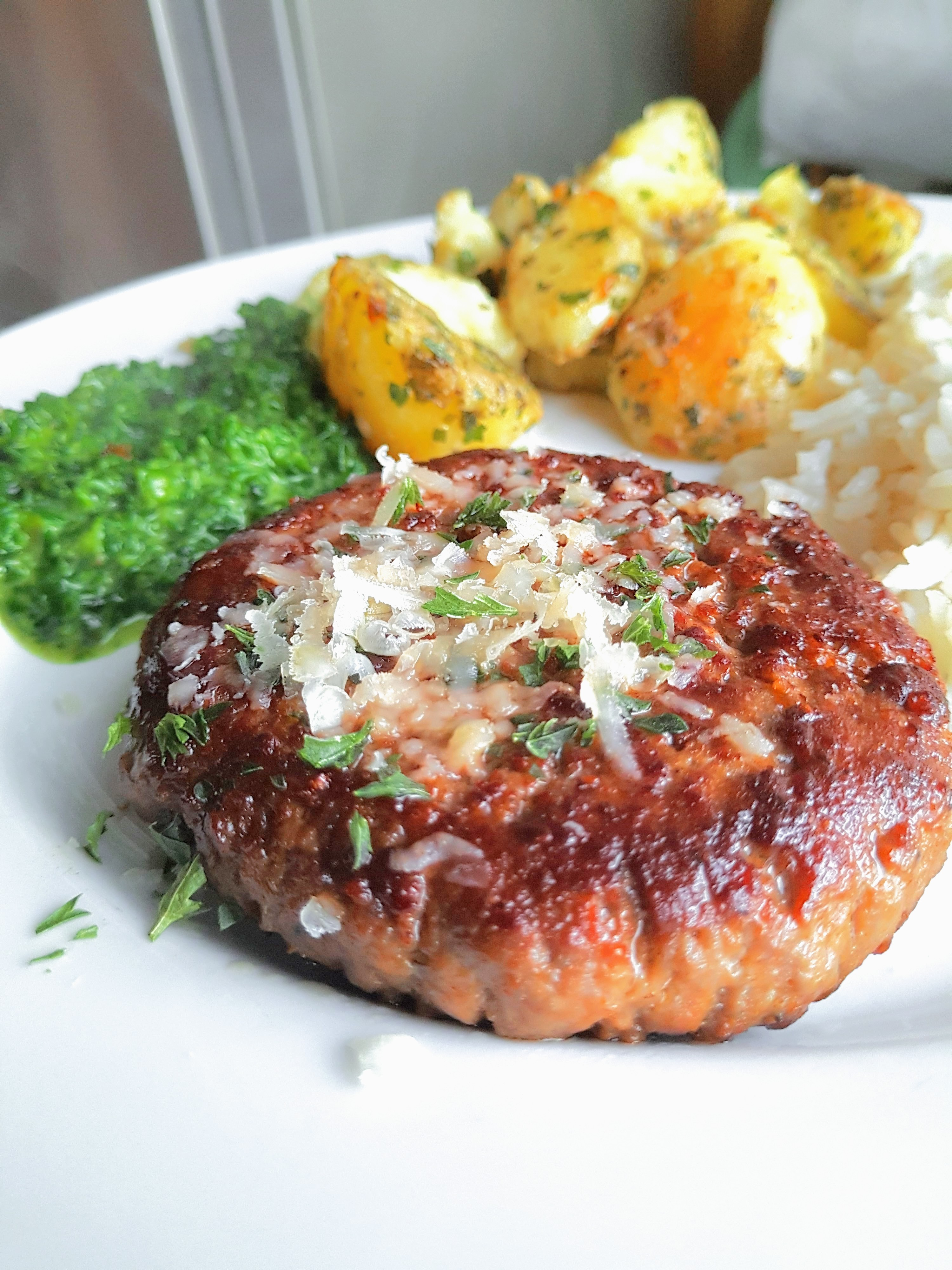
Een rundvleeshamburger

## Ziekten
Rundvlees heeft op het einde van vorige eeuw in een kwaad daglicht gestaan door een hersenaandoening van het rund die op mensen overdraagbaar bleek. De ziekte ontstond in 1986 in Groot-Brittannië, de problemen ontstonden er omdat schapenafval door het diervoeder werd gemengd. De vondst van deze aandoening in de eiwitten van de runderhersenen: Boviene spongiforme encefalopathie (BSE) of "gekkekoeienziekte" heeft ertoe geleid dat er niet langer diermeel mag worden vermengd met voer voor runderen. Als reactie op de problemen die zich over de gehele Europese Unie verspreidden, werd een actief controleprogramma opgezet. Alle slachtrunderen ouder dan 30 maanden moesten getest worden. Zieke dieren werden opgespoord en afgeslacht. De trend keerde en vanaf 2009 werd de minimumleeftijd van de aan de testen onderworpen runderen enkele malen opgetrokken. Geleidelijk aan nam het risico af. Sinds 1 januari 2013 worden in de EU, gezonde runderen die in het slachthuis komen, niet meer verplicht getest op BSE.

## Wereldwijde productie
| Topproducenten van rundvlees 2018 | Topproducenten van rundvlees 2018 |
| Land                              | Productie (ton)                   |
| --------------------------------- | --------------------------------- |
| Verenigde Staten                  | 12.219.203                        |
| Brazilië                          | 9.900.000                         |
| China                             | 5.796.540                         |
| Argentinië                        | 3.066.000                         |
| Australië                         | 2.219.103                         |
| Mexico                            | 1.980.846                         |
| Rusland                           | 1.608.136                         |
| Frankrijk                         | 1.436.358                         |
| Canada                            | 1.231.352                         |
| Duitsland                         | 1.123.452                         |
| Turkije                           | 1.003.859                         |
| Zuid-Afrika                       | 1.003.214                         |
| Pakistan                          | 985.000                           |
| India                             | 947.873                           |
| Oezbekistan                       | 922.364                           |
| Verenigd Koninkrijk               | 922.000                           |
| Colombia                          | 885.929                           |
| Italië                            | 786.890                           |
| Nieuw-Zeeland                     | 676.530                           |
| Spanje                            | 669.008                           |
| Kenia                             | 652.010                           |
| Ierland                           | 638.238                           |
| Polen                             | 595.100                           |
| Uruguay                           | 589.732                           |